# Leonardo Bittencourt
Leonardo Bittencourt (* 19. prosince 1993, Lipsko, Německo) je německý fotbalový záložník brazilského původu, který působí v německém klubu 1. FC Köln.

## Klubová kariéra
Narodil se v Lipsku, fotbalovou kariéru zahájil v klubu FC Energie Cottbus. 1. prosince 2011 bylo oznámeno, že podepsal čtyřletou smlouvu s Borussií Dortmund platnou od 1. července 2012.

### Borussia Dortmund
V německé Bundeslize debutoval 20. října 2012 v domácím utkání s FC Schalke 04 (prohra 1:2). Dostal se na hřiště v 55. minutě.
16. března 2013 vstřelil svůj první gól v Bundeslize během zápasu s SC Freiburg (v 78. minutě - dvě minuty od svého příchodu na hřiště), kterým uzavíral skóre na konečných 5:1 pro Dortmund. Na branku mu přihrával polský fotbalový legionář Robert Lewandowski. V Dortmundu však pod trenérem Jürgenem Kloppem nedostával mnoho příležitostí, ten upřednostňoval se středu pole dvojici Marco Reus a Mario Götze.

### Hannover 96
V červnu 2013 přestoupil do Hannoveru 96.

### 1. FC Köln
V červenci 2015 se dohodl na přestupu do jiného německého bundesligového klubu 1. FC Köln.

## Reprezentační kariéra
Bittencourt působil v mládežnických výběrech Německa v kategoriích od 18 let.
Trenér Horst Hrubesch jej nominoval na Mistrovství Evropy hráčů do 21 let 2015 konané v Praze, Olomouci a Uherském Hradišti.